# يامبي (غرغان بوي)
یامبي (بالفارسية: یامپی) هي قرية تقع في إيران في قسم غرغان بوي الريفي. يقدر عدد سكانها بـ 2,291 نسمة .